# اولگ کاراوایف
اولگ کاراوایف (روسی: Олег Николаевич Караваев)؛ (زادۀ ۲۰ مه ۱۹۳۶ – درگذشتۀ ۲۳ اوت ۱۹۷۸) ورزشکار رشتۀ کشتی فرنگی اهل اتحاد جماهیر شوروی سوسیالیستی بود.
وی در مسابقات کشوری و بین‌المللی در مجموع برندهٔ ۳ مدال طلا شده‌است.
وی در بازی‌های المپیک تابستانی ۱۹۶۰ در خروس‌وزن کشتی فرنگی به مدال طلا دست یافت.